# 訃報 2007年1月
訃報 2007年1月（ふほう 2007ねん1がつ）では、2007年1月中に物故した、又は物故が報じられた人物についてまとめる。

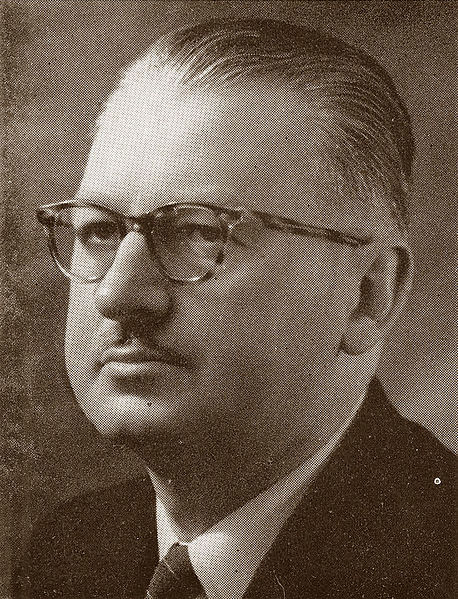
マレー・フィリューン／1月4日没

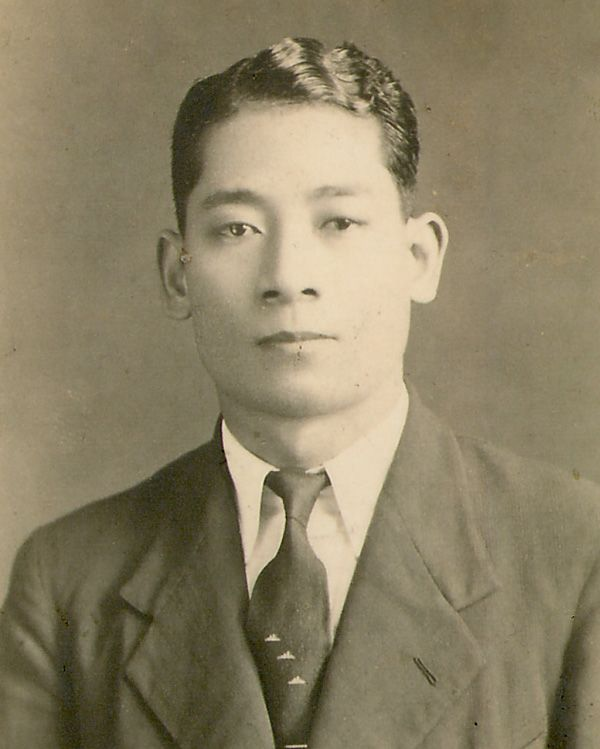
安藤百福／1月5日没

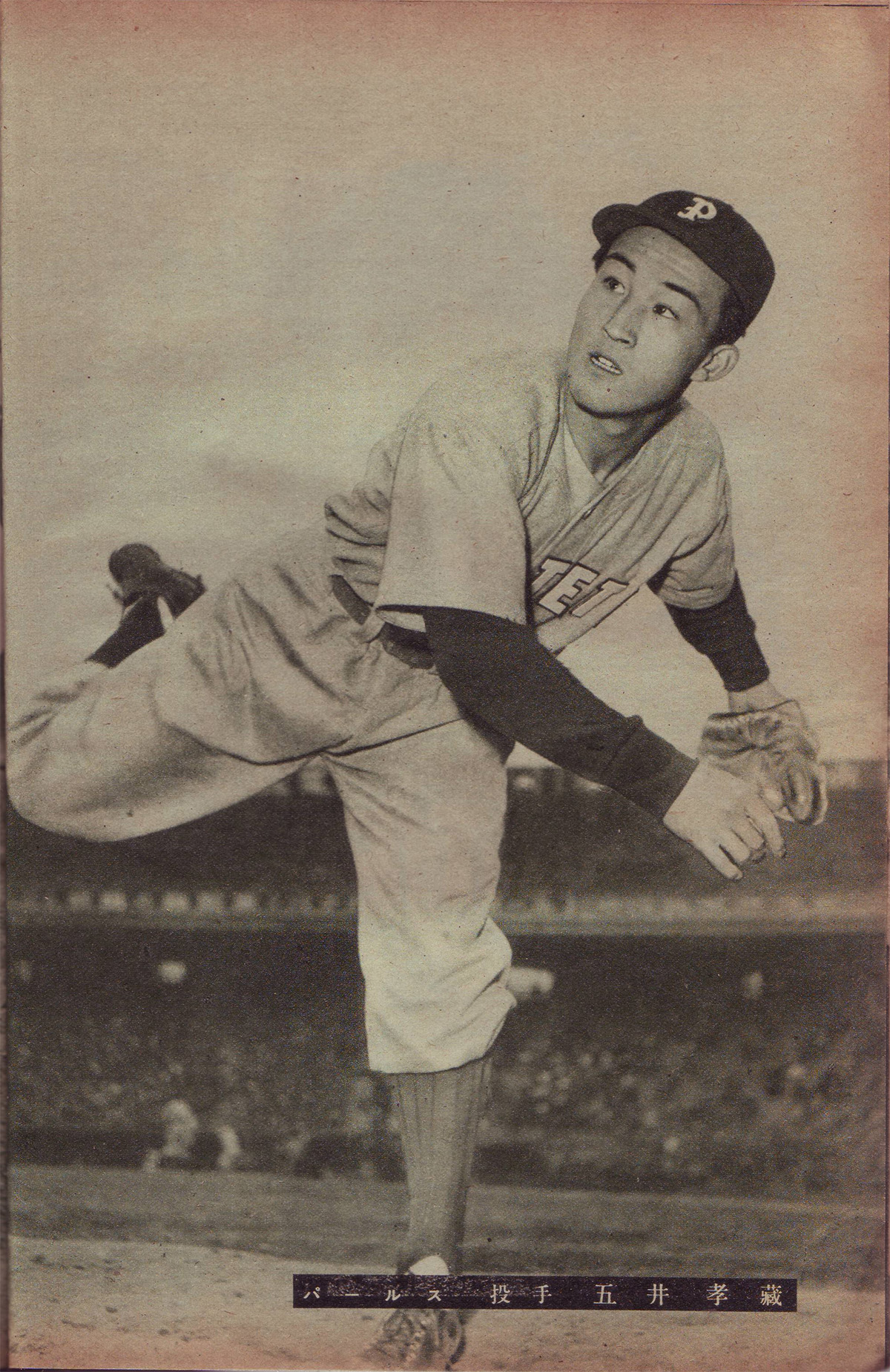
五井孝蔵／1月12日没

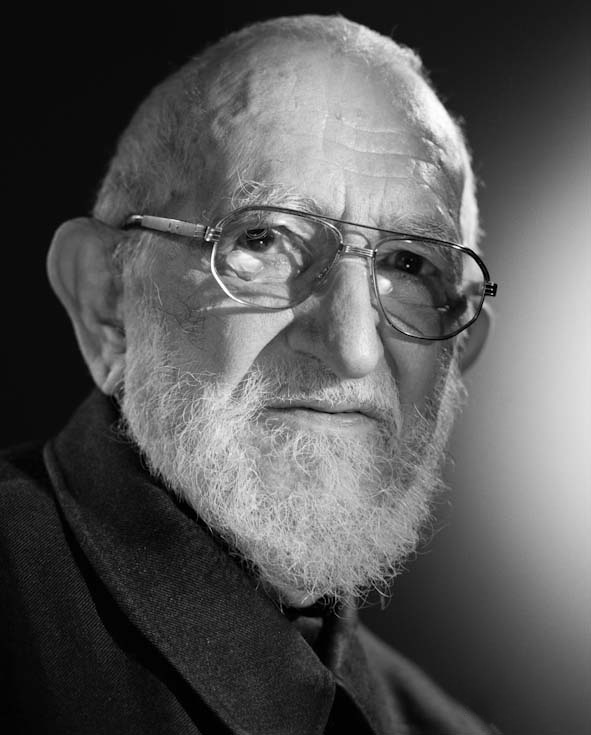
アベ・ピエール／1月22日没

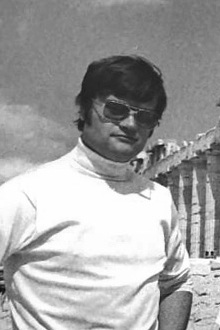
カレル・スヴォボダ／1月28日没

## （1日 - 15日）
- 1月1日 - A・I・ベゼリデス（A. I. Bezzerides）、小説家・脚本家（* 1908年）
- 1月1日 - ダレント・ウィリアムズ[1]、NFL選手（* 1982年）
- 1月1日 - 伊藤信平、元日本化薬専務取締役
- 1月2日 - 中居英太郎、元日本社会党衆議院議員・元岩手県宮古市長（* 1917年）
- 1月3日 - 岩波雄二郎、岩波書店相談役、元会長（* 1919年）
- 1月3日 - 白南淳、北朝鮮外相（* 1929年）
- 1月3日 - ヤーノシュ・フュルスト、指揮者（* 1935年）
- 1月4日 - マレー・フィリューン、元南アフリカ共和国大統領（* 1915年）
- 1月4日 - 三阪八朗、藤沢薬品元副社長
- 1月4日 - ジョン・ウィスター・シンプソン、電子工学研究者（* 1914年）
- 1月5日 - 安藤百福、日清食品創業者会長（* 1910年）
- 1月5日 - 嘉門安雄、美術評論家・東京都現代美術館名誉館長（* 1913年）
- 1月5日 - 松川博爾、元プロ野球選手（* 1926年）
- 1月6日 - 井上計、元民社党参議院議員（* 1919年）
- 1月7日 - 花柳寿楽、花柳流舞踏家・人間国宝（* 1918年）
- 1月7日 - 福田歓一、東京大学名誉教授、元明治学院大学学長（* 1923年）
- 1月8日 - イワオ・タカモト、日系アメリカ人二世のアニメーター（* 1925年）
- 1月8日 - 伊藤直樹、ドリマックス・テレビジョン社長（* 1943年）
- 1月9日 - ジャン＝ピエール・ヴェルナン、歴史学者、人類学者（* 1914年）
- 1月10日 - カルロ・ポンティ、イタリアの映画プロデューサー、ソフィア・ローレンの夫（* 1912年）
- 1月10日 - 木暮正夫、児童文学作家（* 1939年）
- 1月12日 - アリス・コルトレーン、ジャズピアニスト（* 1937年）
- 1月12日 - 五井孝蔵、プロ野球選手（* 1925年）
- 1月13日 - 吉原英雄、画家（* 1931年）
- 1月13日 - マイケル・ブレッカー、ジャズサクソフォーン奏者（* 1949年）
- 1月15日 - 大島祐、日本化薬常任監査役・元取締役

## （16日 - 31日）
- 1月17日 - 池江敏郎、元日本中央競馬会栗東トレーニングセンター厩務員（* 1936年）
- 1月17日 - 井沢八郎、歌手、工藤夕貴の実父（* 1937年）
- 1月18日 - 久保田博、鉄道研究家（* 1924年）
- 1月19日 - デニー・ドハーティ（Denny Doherty）、ミュージシャン、元ママス&パパスメンバー（* 1940年）
- 1月19日 - スコット・ビガロー（クラッシャー・バンバン・ビガロ）、プロレスラー（* 1961年）
- 1月20日 - 谷口香、女優（* 1934年）
- 1月21日 - マリア・チオンカン、陸上競技選手（* 1977年）
- 1月21日 - U;Nee、韓国の歌手・女優（* 1981年）
- 1月21日 - 大津純一、モロオ執行役員マーケティング本部副本部長
- 1月22日 - アベ・ピエール、フランス人神父（* 1912年）
- 1月22日 - 千速晃、新日本製鐵会長（* 1935年）
- 1月23日 - エヴェレット・ハワード・ハント、元CIA・ホワイトハウス職員、ウォーターゲート事件実行犯（* 1918年）
- 1月23日 - 浅野勇、前岐阜県岐阜市市長（* 1926年）
- 1月24日 - エミリアーノ・メルカド・デル・トロ、世界最高齢の人物、プエルトリコ人（* 1891年）
- 1月24日 - ヴォルフガング・イーザー、文学研究者、イギリス文学者（* 1926年）
- 1月24日 - ジャン＝フランソワ・ドニオー、政治家・外交官・小説家、アカデミー・フランセーズ席次36（* 1926年）
- 1月25日 - 二見富雄、元日野自動車株式会社社長（* 1927年）
- 1月26日 - 内田満、早稲田大学名誉教授（* 1930年）
- 1月26日 - 山本鉄弥、高校野球指導者（* 1946年）
- 1月27日 - 楊伝広、台湾の十種競技選手（* 1933年）
- 1月28日 - エマ・ティルマン、世界最高齢の人物、アメリカ人（* 1892年）
- 1月28日 - 猪熊重二、元公明党参議院議員（* 1930年）
- 1月28日 - カレル・スヴォボダ、チェコの作曲家（* 1938年）
- 1月28日 - 許瑋倫、台湾の女優（* 1978年）
- 1月30日 - シドニィ・シェルダン、脚本家・小説家（* 1917年）
- 1月30日 - 桂田光喜、電通代表取締役副社長（* 1933年）
- 1月31日 - 高橋揆一郎、作家（* 1928年）